# Richard Wilson (futebolista)
Richard H. Wilson (Nelson (Nova Zelândia), 8 de maio de 1956) é um ex-futebolista neozelandes, que atuava como goleiro.

## Carreira
Richard Wilson fez parte do elenco da histórica Seleção Neozelandesa de Futebol da Copa do Mundo de 1982. 